# RPS18
RPS18 (англ. Ribosomal protein S18) – білок, який кодується однойменним геном, розташованим у людей на короткому плечі 6-ї хромосоми. Довжина поліпептидного ланцюга білка становить 152 амінокислот, а молекулярна маса — 17 719.
| 10         |  | 20         |  | 30         |  | 40         |  | 50         |
| ---------- |  | ---------- |  | ---------- |  | ---------- |  | ---------- |
| MSLVIPEKFQ |  | HILRVLNTNI |  | DGRRKIAFAI |  | TAIKGVGRRY |  | AHVVLRKADI |
| DLTKRAGELT |  | EDEVERVITI |  | MQNPRQYKIP |  | DWFLNRQKDV |  | KDGKYSQVLA |
| NGLDNKLRED |  | LERLKKIRAH |  | RGLRHFWGLR |  | VRGQHTKTTG |  | RRGRTVGVSK |
| KK         |  |            |  |            |  |            |  |            |

A: Аланін

D: Аспарагінова кислота

E: Глутамінова кислота

F: Фенілаланін

G: Гліцин

H: Гістидин

I: Ізолейцин

K: Лізин

L: Лейцин

M: Метіонін

N: Аспарагін

P: Пролін

Q: Глутамін

R: Аргінін

S: Серин

T: Треонін

V: Валін

W: Триптофан

Кодований геном білок за функціями належить до рибонуклеопротеїнів, рибосомних білків. 
Задіяний у такому біологічному процесі, як ацетилювання. 
Білок має сайт для зв'язування з РНК, рРНК. 
Локалізований у цитоплазмі.